# Ardouval
Ardouval é uma comuna francesa na região administrativa da Normandia, no departamento de Sena Marítimo. Estende-se por uma área de 10,69 km². Em 2010 a comuna tinha 163 habitantes (densidade: 15,2 hab./km²).